# فرانك أتكينسون
فرانك أتكينسون (بالإنجليزية: Frank Atkinson)‏ هو لاعب كرة قدم أمريكية أمريكي، ولد في 13 ديسمبر 1941 في سان فرانسيسكو في الولايات المتحدة.

## وصلات خارجية
- فرانك أتكينسون على موقع مرجع كرة القدم المحترفة.كوم (الإنجليزية)